# إيدلوي عليا
إيدلوي عليا (بالفارسية: ایدلوی علیا) هي قرية تقع في أذربيجان الغربية في إيران. يقدر عدد سكانها بـ 29 نسمة بحسب إحصاء 2016.